# Middelzee

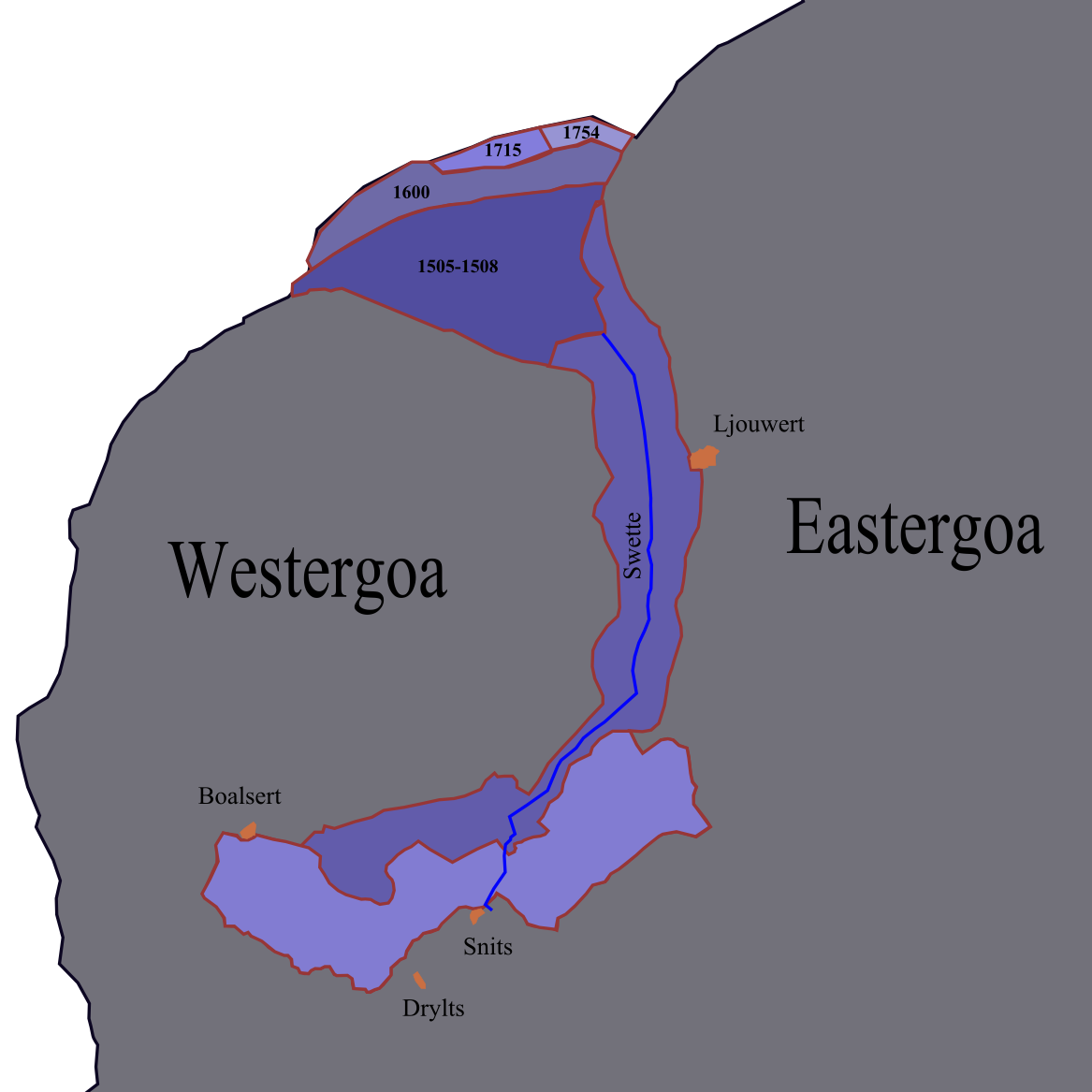
Situation de la Middelzee et étapes de poldérisation

La Middelzee (nl. pour Mer du Milieu) est un ancien bras de mer du Haut Moyen Âge situé dans l'actuelle province néerlandaise de la Frise. La Middelzee était également appelé Boorndiep, du nom de la rivière de Boorne.
La Middelzee pénétrait dans les terres jusqu'à Bolsward. De Bolsward à la ville actuelle de Sneek son orientation était ouest-est ; au-delà de Sneek l'orientation principale était sud-nord. L'embouchure de la Middelzee sur la Mer des Wadden se situait sur le territoire de la commune actuelle de Het Bildt, au sud de l'étendue d'eau de Borndiep séparant Ameland et Terschelling. Ce nom actuel de Borndiep rappelle encore l'appellation alternative de Boorndiep. La Middelzee formait la frontière entre les régions historiques de Westergo et Oostergo.
L'origine de ce bras de mer était basée sur l'élargissement de la rivière de Boorne. Au Moyen Âge, la Boorne se jetait dans la Middelzee près de Raerd.
À Bolsward, la Middelzee communiquait avec la Marne, qui faisait partie du grand bras de mer de Vlie, qui passait entre Vlieland et Terschelling.
Un ensablement progressif à partir du XIe siècle a signifié la fin de ce bras de mer. Vers 1100, la Marne et la Middelzee ne communiquaient déjà plus. Cette rupture de courant d'eau a accéléré l'ensablement de la Middelzee, et toute la partie méridionale entre Bolsward et Sneek était envasée avant 1200. En 1300, l'ensablement avait atteint l'actuel Het Bildt, et la Middelzee cessait pratiquement d'exister.
Le sol de l'ancienne Middelzee était très fertile : cette terre arable était rapidement défrichée et mise en culture. Plusieurs digues ont été construites au XIIIe siècle, pour éviter une perte éventuelle des terres gagnées sur la Middelzee. Vers 1240, une digue était élevée entre Raerd et Easterwierrum, vers 1275 entre Boksum et Goutum, et vers 1300 entre Bitgummole et Britsum. Les villages de Het Bildt sont également situés dans les terres anciennement gagnées sur la Middelzee.
Au milieu de l'ancienne Middelzee on a creusé la Zwette (également appelé Sneekertrekvaart). Son rôle initial était d'évacuer les eaux des polders nouvellement gagnés sur la Middelzee. Plus tard, ce canal a également servi comme canal de halage. Il indique toujours la frontière entre Westergo et Oostergo.

## Source
- (nl) Cet article est partiellement ou en totalité issu de l’article de Wikipédia en néerlandais intitulé « Middelzee » (voir la liste des auteurs).